# العلاقات البرتغالية البوروندية
العلاقات البرتغالية البوروندية هي العلاقات الثنائية التي تجمع بين البرتغال وبوروندي.

## مقارنة بين البلدين
هذه مقارنة عامة ومرجعية للدولتين:
| وجه المقارنة                                              | البرتغال                                                  | بوروندي                                    |
| --------------------------------------------------------- | --------------------------------------------------------- | ------------------------------------------ |
| المساحة (كم2)                                             | 92.21 ألف                                                 | 27.83 ألف                                  |
| عدد السكان (نسمة)                                         | 10.60 مليون                                               | 10.86 مليون                                |
| الكثافة السكانية (ن./كم²)                                 | 114.95                                                    | 390.23                                     |
| العاصمة                                                   | لشبونة                                                    | بوجومبورا، جيتيغا                          |
| اللغة الرسمية                                             | اللغة البرتغالية، اللغة الميراندية                        | اللغة الكيروندية، لغة فرنسية، لغة إنجليزية |
| العملة                                                    | يورو، اسكودو برتغالي                                      | فرنك بوروندي                               |
| الناتج المحلي الإجمالي (بليون دولار)                      | 217.57 مليار                                              | 3.48 مليار                                 |
| الناتج المحلي الإجمالي (تعادل القوة الشرائية) بليون دولار | 307.82 مليار                                              | 8.13 مليار                                 |
| الناتج المحلي الإجمالي الاسمي للفرد دولار أمريكي          | 19.22 ألف                                                 | 277                                        |
| الناتج المحلي الإجمالي للفرد دولار أمريكي                 | 28.76 ألف                                                 | 77                                         |
| مؤشر التنمية البشرية                                      | 0.830                                                     | 0.400                                      |
| رمز المكالمات الدولي                                      | +351                                                      | +257                                       |
| رمز الإنترنت                                              | .pt                                                       | .bi                                        |
| المنطقة الزمنية                                           | توقيت غرب أوروبا، توقيت غرب أوروبا الصيفي، أوروبا/لشبونة ‏ | ت ع م+02:00                                |

## منظمات دولية مشتركة
يشترك البلدان في عضوية مجموعة من المنظمات الدولية، منها:
| علم المنظمة | اسم المنظمة                               | تاريخ انضمام البرتغال | تاريخ انضمام بوروندي |
| ----------- | ----------------------------------------- | --------------------- | -------------------- |
|             | مؤسسة التنمية الدولية                     | 29 ديسمبر 1992        | 28 سبتمبر 1963       |
|             | يونسكو                                    | 11 مارس 1965          | 16 نوفمبر 1962       |
|             | وكالة ضمان الاستثمار متعدد الأطراف        | 6 يونيو 1988          | 10 مارس 1998         |
|             | الأمم المتحدة                             | 14 ديسمبر 1955        | 18 سبتمبر 1962       |
|             | الاتحاد البريدي العالمي                   | ?                     | ?                    |
|             | البنك الدولي للإنشاء والتعمير             | 29 مارس 1961          | 28 سبتمبر 1963       |
|             | الاتحاد الدولي للاتصالات                  | 1866                  | 16 فبراير 1963       |
|             | منظمة حظر الأسلحة الكيميائية              | ?                     | ?                    |
|             | مؤسسة التمويل الدولية                     | 8 يوليو 1966          | 28 نوفمبر 1979       |
|             | المركز الدولي لتسوية المنازعات الاستشارية | 1 أغسطس 1984          | 5 ديسمبر 1969        |
|             | منظمة التجارة العالمية                    | ?                     | 23 يوليو 1995        |
|             | منظمة الشرطة الجنائية الدولية             | ?                     | ?                    |
|             | البنك الإفريقي للتنمية                    | ?                     | ?                    |

## وصلات خارجية
- موقع وزارة الخارجية البرتغالية